# Roodporiehoutzwam
De roodporiehoutzwam (Daedaleopsis confragosa) is een paddenstoel uit de familie Polyporaceae. De soort ontleent zijn naam aan het feit dat de poriën rood verkleuren bij kneuzing.

## Habitat
De soort komt zowel alleenstaand als in groepen voor, soms ook met tussenafstanden achtereen op stronken of takken van loofbomen. De paddenstoel zit vooral op wilgen (het gehele jaar door). Het is een vaak geziene soort die veel in duinen en moesrasbosjes voorkomt. Op dunne takken lijkt de zwam het hout in een omklemmende greep te houden.

## Eigenschappen

### Vruchtlichaam
Het vruchtlichaam heeft een doorsnede van maximaal 15 cm en is afgeplat en schelpvormig. Soms is er een basale bult aanwezig op de plaats van de aanhechting. Het oppervlak is concentrisch gegroefd en onregelmatig, straalsgewijs gerimpeld. Er zijn lichte en donkere zones in roodbruine tinten zichtbaar. De rand is vaak wit.

### Buisjes
De buisjes zitten niet in een duidelijk te onderscheiden laag. De poriën zijn rond en bleek, maar worden later meer langgerekt en lamelachtig en geleidelijk roodbruin. Bij kneuzing worden ze rood en met een druppel ammonia lila. De sporen zijn wit.

### Vlees
Bij jonge exemplaren is het vlees witachtig, later wordt het meer roodachtig of lichtbruin. Het is kurkachtig of houtig.

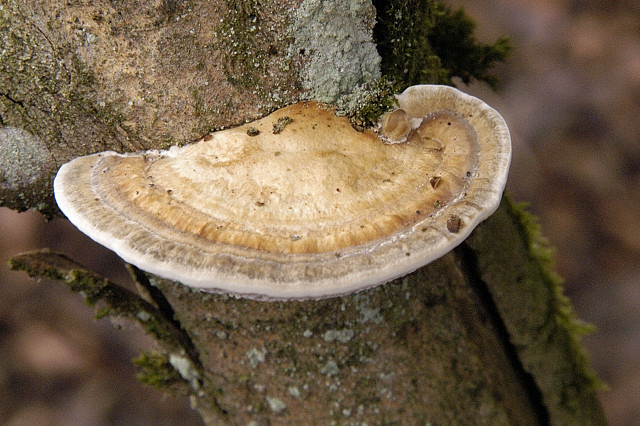
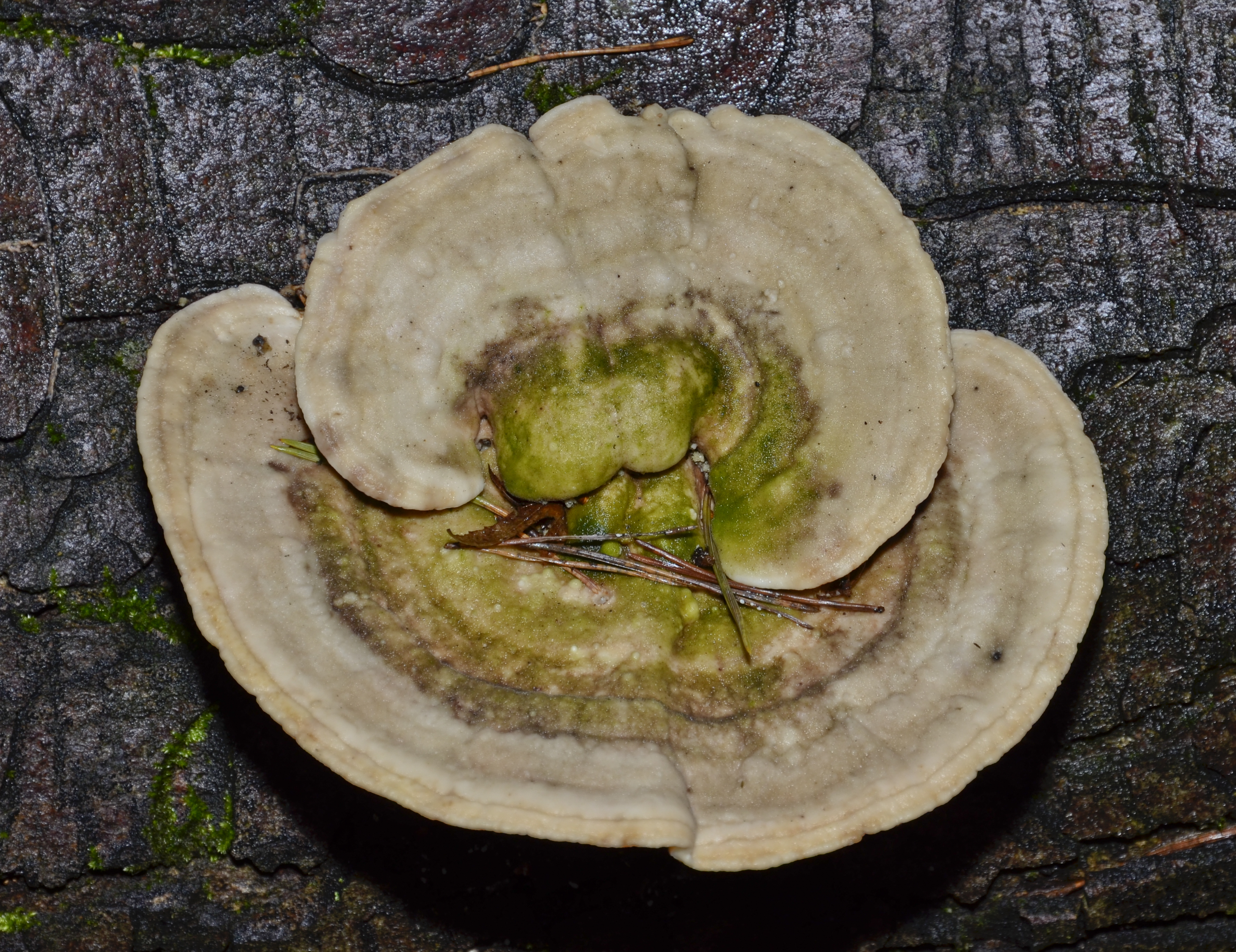
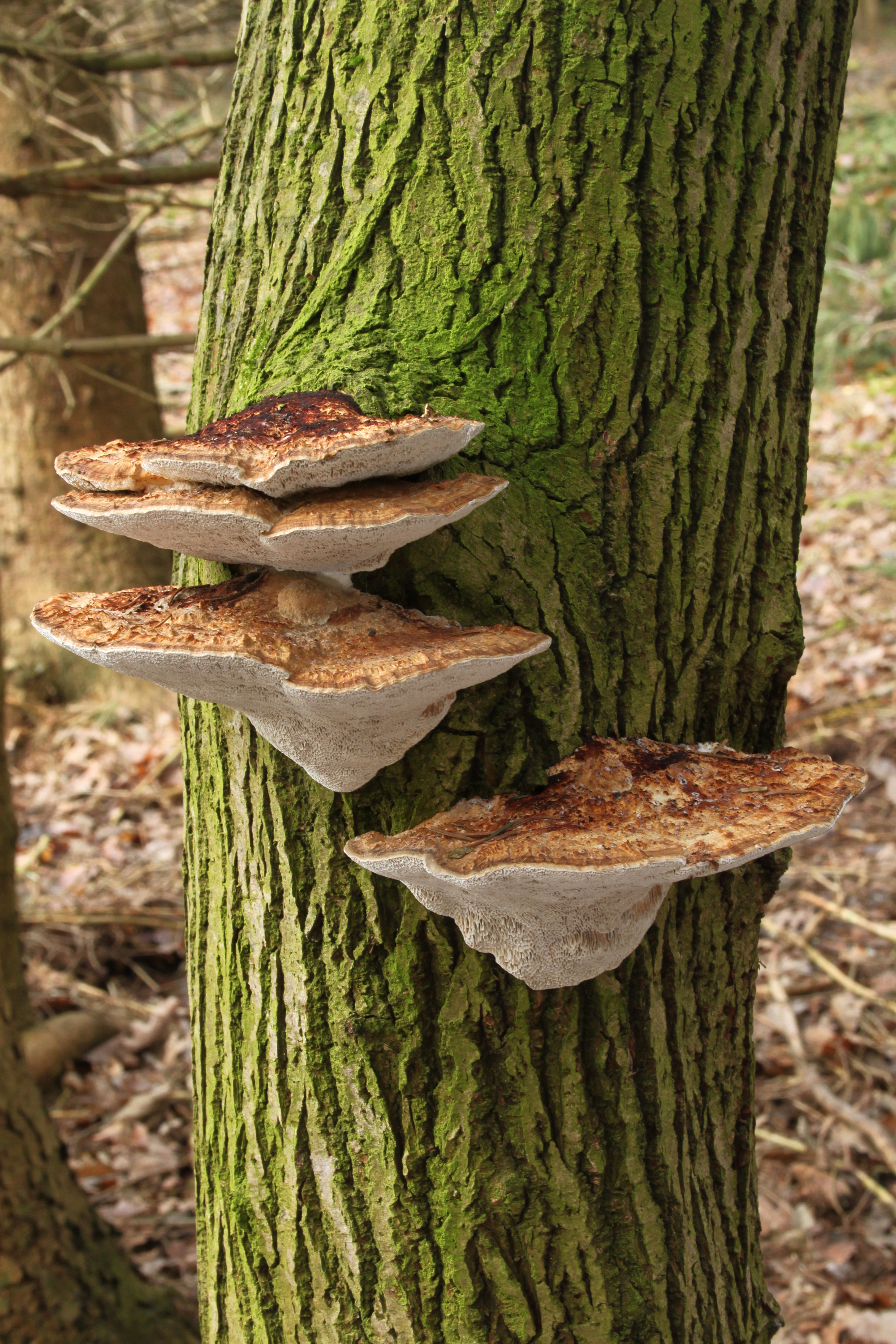
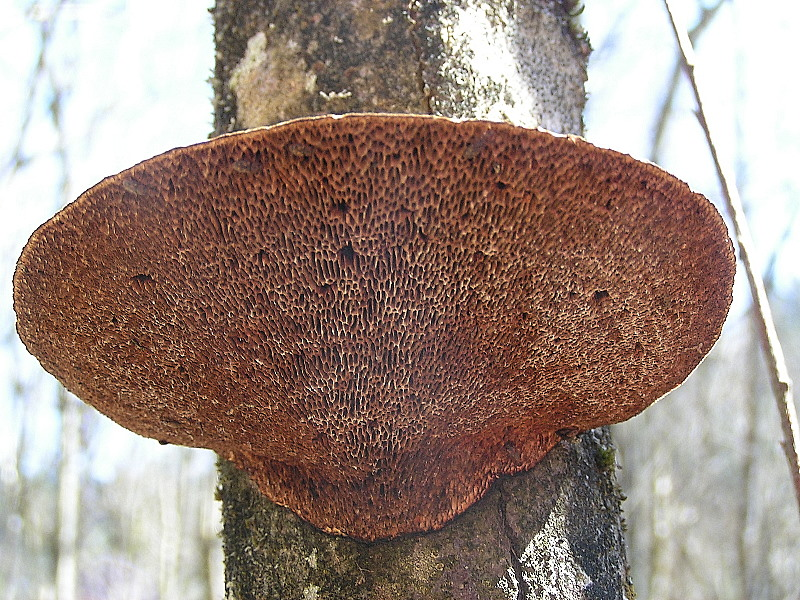
Onderzijde